# Proměny Jakuba Vinanta
Novela „Proměny Jakuba Vinanta“ (podtitul „Příběh o převtělování duší“ byl doplněn editorem) je jednou z pětice knih, které Eduard Petiška napsal na začátku své literární cesty
a které tehdy nemohly vyjít. Vycházejí postupně až nyní, první autorovy v mládí napsané prózy se dostávají tak ke čtenářům jako poslední.
| „               | Neodpověděl jsem. Vinant však hovořil dále k někomu třetímu, jehož spatřil náhle v koutě místnosti, kde já viděl jen holé stěny. „Dovedu být strach, dovedu být láska, ale nedovedu už bát se a nedovedu milovat.“ | “ |
| — citát z knihy | |   |

## Příběh a děj knihy
Prvním z těchto děl z autorova archivu, které po letech vyšlo, bylo vydáno až roku 1999 nakladatelstvím Votobia, jako připomínka spisovatelových nedožitých pětasedmdesátých narozenin, pod titulem „Cesta do země Lidivoni“. Tato novela pojednávající formou imaginárního cestopisu z 18. století o současnosti, je velkým podobenstvím o člověku žijícím
v despocii. Léta byla od doby svého vzniku – v padesátých letech – skrývána. V roce 1968 byla odevzdána do nakladatelství Mladá fronta, přijata k vydání a ilustrována, po příchodu
sovětských vojsk nakonec však nevyšla. Druhý svazek z oné pětice, „Příběhy na které svítilo slunce“ (jehož titul použil autor později pro své zpracování mezopotámských, egyptských a izraelských příběhů), byl vydán roku 1999 nakladatelstvím Odeon. Je sbírkou kratších próz, vznikajících ve čtyřicátých letech. Měl vyjít po válce v Lukasíkově nakladatelství, ilustrován tehdy debutujícím Stanislavem Kolíbalem, po únoru 1945 byla jeho sazba rozmetána, text se uchoval v autorem zpracované korektuře. Třetí a čtvrtý svazek prvních próz, novely „Kamej“ a „Atlantik“, vydalo nakladatelství Baset roku 2002. Novelou „Proměny Jakuba Vinanta“ přichází tedy na knižní trh poslední z oné pětice dosud nevydaných textů. Rukopis nalezený v autorově archivu vznikl na počátku padesátých let a nebyl při svém vzniku – v době, kdy autor nemohl publikovat – samozřejmě určen k vydání. Zachycuje nejenom dobovou situaci padesátých let – i dnes je zajímavý svým přesahem. Vypráví o situaci člověka v životě naplněném neupřímností a iluzemi, pod historickými reáliemi je možné i dnes číst jeho archetypický přesah.

## Pentalogie o lidském svědomí
„Pentalogie o lidském svědomí“ jakou autorovy knihy z počátků jeho tvorby představují, se tedy právě vydávaným svazkem »Proměny Jakuba Vinanta« uzavírá. Podává nejenom svědectví o jedné minulé epoše poznamenávající osudy lidí v Čechách, je i sondou do nepomíjejících archetypů naděje a beznaděje, zbabělosti a odvahy, upřímnosti a přetvářky.
První z této pětice knih vyšla jako připomínka autorových nedožitých pětasedmdesátin, pátá vychází jako připomínka jeho nedožitých osmdesátin.
Eduard Petiška, který se v dlouhé řadě svých knih později zabýval jak osudy současných lidí, tak i pověstmi, bájemi a příběhy starých dob (ať už mezopotámskými, egyptskými,
řeckými, izraelskými, arabskými nebo českými), vytvářel i v těchto svých raných prózách nadčasové studie o jistotách i proměnách lidského citu a rozumu, o jejich paradoxech. Česká literatura XX. století mívala své paradoxní osudy, patří mezi ně i to, že spisovatelova první díla mohou oslovit své čtenáře až jako poslední, která jsou vydávána…
Kniha je k dispozici online na 